# Jan Hasenöhrl
Jan Hasenöhrl (* 2. dubna 1961 Praha) je český trumpetista a manažer.
Studoval hru na trubku na pražské konzervatoři a Hudební fakultě AMU v Praze (prof. Václav Junek). Získal ceny na mezinárodních interpretačních soutěžích (Concertino Praga a Pražské jaro). Vedle klasické hudby se věnuje i swingu a jazzu. V roce 1993 založil Český národní symfonický orchestr a nyní je jeho ředitelem.